# Harald Schumacher
Harald Anton "Toni" Schumacher (født 6. marts 1954 i Düren, Vesttyskland) er en tidligere tysk fodboldspiller, der som målmand på Tysklands landshold var med til at blive europamester ved EM i 1980, samt nr. 2 ved både VM i 1982 og VM i 1986. På klubplan tilbragte han langt størstedelen af sin karriere hos 1. FC Köln.

## Klubkarriere
Schumacher spillede sine første 15 år som seniorspiller hos 1. FC Köln, som han vandt ét tysk mesterskab og tre DFB-Pokaltitler med. Under opholdet her blev han også to gange, i 1984 og 1986, kåret til Årets Spiller i Tyskland. I 1987 skiftede han til Kölns Ruhr-rivaler Schalke 04, hvor han dog kun var tilknyttet en enkelt sæson.
Fra 1988 til 1991 spillede Schumacher hos Fenerbahçe SK i den Turkcell Süper Lig. Med holdet vandt han det tyrkiske mesterskab i 1989. I 1991 rejste han tilbage til Tyskland, hvor han spillede en enkelt sæson hos FC Bayern München. Herefter indstille Schumacher karrieren, men gjorde dog et kort comeback for Borussia Dortmund, hvor han med en enkelt ligaoptræden i sæsonens sidste kamp var med til at blive tysk mester i sæsonen 1995-96.

## Landshold
Schumacher nåede i løbet af sin karriere at spille 76 kampe for Vesttysklands landshold, som han repræsenterede i årene mellem 1979 og 1986. Han var med til at blive europamester ved EM i 1980 efter finalesejr over Belgien, og var også med til at vinde sølv ved både VM i 1982 og VM i 1986. Derudover deltog han også ved EM i 1984.

### VM-semifinalen 1982
Schumacher er måske mest kendt for sit berygtede sammenstød med franskmanden Patrick Battiston under den legendariske semifinale mellem de to lande ved VM i 1982. I en løbeduel kastede Schumacher sig hensynsløst ind i Battiston, der slog adskillige tænder ud, blev ramt af hjernerystelse og senere lå i koma. Kampens dommer dømte end ikke frispark i situationen, og Schumacher kunne uanfægtet fortsætte kampen, mens Battiston blev båret ud. Efterfølgende gik kampen ud i straffesparkskonkurrence, hvor Schumacher var med til at sikre tysk sejr og finaleplads.

## Titler
Bundesligaen
- 1978 med 1. FC Köln
- 1996 med Borussia Dortmund

DFB-Pokal
- 1977, 1978 og 1983 med 1. FC Köln

Tyrkisk Liga
- 1989 med Fenerbahçe SK

EM i fodbold
- 1980 med Vesttyskland